# 祖安·法蘭斯高·費拉利·森美爾
祖安·法蘭斯高·費拉利·森美爾（西班牙語：Juan Francisco Ferreri Samuel，1970年07月30日—），出生于科利達，烏拉圭职业足球运动员，司職中場。

## 生涯
他在迪芬沙士砵亭曾奪得烏拉圭聯賽冠軍，1995年1月，他與登地聯簽約加盟球隊。

## 國際賽
他曾三次披上國家隊戰衣。